# Shangbamiao
Shangbamiao (kinesiska: 上八庙镇, 上八庙) är en köping i Kina. Den ligger i provinsen Sichuan, i den sydvästra delen av landet, omkring 270 kilometer nordost om provinshuvudstaden Chengdu. Antalet invånare är 14 703. Befolkningen består av 7 272 kvinnor och 7 431 män. Barn under 15 år utgör 18,0 %, vuxna 15-64 år 68 %, och äldre över 65 år 13,0 %.
Genomsnittlig årsnederbörd är 1 503 millimeter. Den regnigaste månaden är juli, med i genomsnitt 297 mm nederbörd, och den torraste är december, med 7 mm nederbörd.